# Старошведська мова
Старошведська мова — шведська мова, поширена у XVIII ст. [джерело?]
Малозрозуміла сучасним носіям шведської. Старошведська мова мала великий відсоток слів латинського походження. Однією із суттєвих ознак шведської мови початку XVIII ст. була надзвичайно велика довжина речень, котрі часом не вміщувались на одній сторінці. [джерело?]

## Поширення
Сьогодні почути старошведську мову можна лише у Старошведському (частина села Зміївка Бериславського району Херсонської області). [джерело?]

## Сучасники про мову
|  | Ви живете в знаменному селі — Не в кожне їздять шведські королі. Тут старошведська мова ще луна, Та, що й Мазепі чулася вона. |

Микола Братан

## Зразок
| Старошведська | Сучасна шведська | Український переклад |
| Pärter        | Ankor            | Качки                |
| Kardefflar    | Potatis          | Картопля             |
| Baglescani    | Tomater          | Помідори             |